# Cyclograpsus intermedius
Cyclograpsus intermedius is een krabbensoort uit de familie van de Varunidae. De wetenschappelijke naam van de soort werd in 1894 voor het eerst geldig gepubliceerd door Arnold Edward Ortmann.